# HD 31527
Désignations
HD 31527 est une naine jaune plutôt similaire au Soleil située dans la constellation du Lièvre à 38 ± 1 pc (∼124 al) de la Terre. Sa magnitude apparente est de 7,48, ce qui la rend invisible à l’œil nu mais elle peut être aperçue avec des jumelles ou un télescope.    

## Propriétés
HD 31527 est une naine jaune assez similaire au Soleil, même si elle est légèrement plus chaude. Son type généralement admis est un type spectral G0V ce qui montre la présence de calcium, hélium, hydrogène et métaux dans sa photosphère ainsi qu'une température de surface d'environ 6 000 K. Sa métallicité est de [Fe/H] = -0,17. Sa masse est estimée à 0,96 masse solaire.
En 2011, 3 exoplanètes ont été découvertes par Mayor et al. grâce à la méthode des vitesses radiales en analysant les données spectroscopiques du spectrographe HARPS installé sur le télescope de 3,6 mètres de l'ESO. Elles seront ensuite ré-analysées par Adrien Coffinet et ses collègues. Les planètes du système sont toutes des super-terres très massives (11,5 M⊕ pour la moins massive) de la taille de Neptune, une telle masse fait qu'elles sont sûrement gazeuses et leurs périodes orbitales montrent qu'elles se situent assez près de leur étoile hôte,, trop proches pour être situées dans la zone habitable.
| Nom        | Masse         | Demi-grand axe (UA) | Période orbitale (jours) | Excentricité orbitale (UA) |
| ---------- | ------------- | ------------------- | ------------------------ | -------------------------- |
| HD 31527 b | 11,5 ± 1 M⊕   | 0,125 3 ± 0,002     | 16,557 ± 0,003           | 0,16 ± 0,05                |
| HD 31527 c | 15,9 ± 1,2 M⊕ | 0,266 5 ± 0,004     | 51,2 ± 0,03              | 0,08 ± 0,05                |
| HD 31527 d | 15,9 ± 0,8 M⊕ | 0,818 1 ± 0,02      | 274,2 ± 1,0              | 0,67 ± 0,08                |